# لهوتکا (ناحیه بروون)
لهوتکا (به چکی: Lhotka) یک منطقهٔ مسکونی در جمهوری چک است که در ناحیه بروون واقع شده‌است. لهوتکا ۲۸۸ نفر جمعیت دارد.